# Alwarkurichi
Alwarkurichi es una ciudad y nagar Panchayat situada en el distrito de Tenkasi en el estado de Tamil Nadu (India). Su población es de 10045 habitantes (2011).

## Demografía
Según el censo de 2011 la población de Alwarkurichi  era de 10045 habitantes, de los cuales 4907 eran hombres y 5138 eran mujeres. Alwarkurichi tiene una tasa media de alfabetización del 86,83%, superior a la media estatal del 80,09%: la alfabetización masculina es del 92,50%, y la alfabetización femenina del 81,50%.